# 坪谷利之
坪谷 利之（つぼたに としゆき、1959年1月23日 - ）は、日本の実業家・篤農家。農事組合法人木津みずほ生産組合代表理事。新・新潟米ネットワーク合同会社代表社員。新潟県農業法人協会 会長。

## 概要
新潟県新潟市木津の出身。1977年3月、新潟県立新潟向陽高等学校普通科を卒業。1977年4月、陸上自衛隊に入隊。1981年3月、就農。1986年4月、農事組合法人木津みずほ生産組合設立に参画。2002年4月、代表理事に就任。2005年、新潟米輸出協議会〈地域の農業法人・全農にいがた〉を設立。2015年、木津地区において農地中間管理機構を取りまとめ。2017年、ソーラーシェアリングを開始。2018年、木津ハウス組合を設立して施設園芸に取り組む。2021年9月29日、新・新潟米ネットワーク合同会社を設立。

## 著書
- 共著『米産業に未来はあるか---歴史を見つめ、明日を展望する』ISBN 9784931118201（一般財団法人 農政調査委員会 編）[12][13]発売日2021年8月20日
- 共著『日本の農業：第263・264集：農畜産物の価格形成と先物市場－国際穀物市場に学ぶ －「農産物市場研究会の記録」－』農政調査委員会 編 発行日〈2024年2月1日〉

## 出演番組
- 日テレNEWS24〈2025年2月2日〉[14][15]。
- テレ東BIZ:価格高騰の中、コメの先物商品「堂島コメ平均」誕生　生産者も期待【WBS】〈2024年8月15日〉[16]。

## 役職
- コメ先物の市場開設に係る有識者会議メンバー[17]
- 新潟県農業法人協会 会長
- 新潟県指導農業士
- 農産物検査規格検討会委員[18]
- 元日本農業法人協会監事・北信越ブロック理事
- 元JA新潟みらい経営管理委員
- 元亀田郷土地改良区理事[19]